# TDECU 스타디움
TDECU 스타디움(TDECU Stadium)는 미국 텍사스주 휴스턴에 위치한 경기장이다. NCAA 휴스턴 대학교 미식축구팀 홈구장이면, 과거 XFL 휴스턴 레프넥스의 홈구장으로 사용했으면 현재 UFL 휴스턴 레프넥스의 홈구장으로 사용하고 있다.